# Mastax euanthes
Mastax euanthes é uma espécie de carabídeo da tribo Brachinini, com distribuição restrita ao Sri Lanka.